# Hadim (Konya)
Hadim ist eine Stadtgemeinde (Belediye) im gleichnamigen Ilçe (Landkreis) der Provinz Konya in der türkischen Region Zentralanatolien und gleichzeitig ein Stadtbezirk der 1986 gebildeten Büyükşehir belediyesi Konya (Großstadtgemeinde/Metropolprovinz). Seit der Gebietsreform 2013 ist die Gemeinde flächen- und einwohnermäßig identisch mit dem Landkreis.
Die Stadt liegt etwa 100 Kilometer südlich des Zentrums der Provinzhauptstadt Konya. Von 1960 bis 2005 hieß der Ort offiziell Hadım. Dann erhielt der Ort den Namen wieder in der ursprünglichen Schreibung. Der Name bedeutet „Diener“.

## Geografie
Der Landkreis/Stadtbezirk liegt im Süden der Provinz. Er grenzt im Süden an Taşkent, im Westen an die Provinz Antalya, im Norden an Bozkır und Güneysınır sowie im Osten an die Provinz Karaman. Durch Hadim verläuft die Fernstraße D 340 von Seydişehir im Nordwesten nach Mut im Südosten. Davon zweigt die D 705 nach Norden ab, die kurz vor Konya auf die D 715 trifft. Der Landkreis liegt zwischen den Gebirgszügen Geyik Dağı im Süden und Esenler Dağı im Norden. Die höchsten Erhebungen sind der Kartal Dağı (2.165 Meter) und der Mağara Dağı (2.175 Meter) im Osten, der Kuşak Dağı (2.452 Meter) und der Çekiç Dağı (2.275 Meter) im Südwesten sowie der Çal Dağı (2.127 Meter) im Nordwesten. Östlich des Hauptortes durchquert der Fluss Balcılar Çayı den Landkreis, der nördlich davon in den von Westen nach Osten durchfließenden Göksu mündet. Auf der nördlichen Grenze liegt der aus mehreren kleinen Wasserläufen gespeiste Stausee Bağbaşı Barajı.

## Verwaltung
Der Kreis (bzw. Kaza als Vorgänger) bestand schon vor Gründung der Türkischen Republik 1923. Zum ersten Zensus 1927 wurden 21.822 Einwohner in 49 Dörfern (auf 1.840 km²) gezählt, davon 737 im namensgebenden Verwaltungszentrum.
(Bis) Ende 2012 bestand der Landkreis neben der Kreisstadt aus sechs Stadtgemeinden (Belediye: Bademli, Bağbaşı, Bolat, Dedemli, Korualan und Yalınçevre) sowie 22 Dörfern (Köy), die während der Verwaltungsreform 2013/2014 in Mahalle (Stadtviertel/Ortsteile) überführt wurden. Die vier existierenden Mahalle der Kreisstadt blieben erhalten, während die 15 Mahalle der anderen sechs Belediye vereint und zu je einem Mahalle reduziert wurden. Durch Herabstufung dieser Belediye und der Dörfer zu Mahalle stieg deren Zahl auf 31 an. Ihnen steht ein Muhtar als oberster Beamter vor.
Ende 2020 lebten durchschnittlich 363 Menschen in jedem dieser (nun) 32 Mahalle, 1.858 Einw. im bevölkerungsreichsten (Taşpınar Mah.).

## Persönlichkeiten
Der Ort ist verbunden mit dem islamischen Gelehrten und Mystiker Ebû Saîd Hâdimî (Abū Saʿīd al-Ḫādimī), der hier im Jahre 1701 geboren wurde und ab ca. 1730 in der Medrese in Hadim unterrichtete. Hadim wurde dadurch zu einem bekannten Zentrum der islamischen Gelehrsamkeit. Das Grab Ebû Saîds befindet sich auf dem Friedhof westlich von Hadim.

## Sehenswürdigkeiten
Im Norden des Kreises liegen beim Ort Bolat die Ruinen einer antiken Stadt, möglicherweise mit dem Namen Astra. Im Osten beim Ort Çiftepınar bildet der Göksu die Wasserfälle Yerköprü Şelalesi.